# La donna dei fili
La donna dei fili è un romanzo di contenuto psicoanalitico, scritto da Ferdinando Camon e pubblicato nel 1986, vincitore nello stesso anno del Premio Selezione Campiello.
Il libro è stato tradotto in francese.

## Trama
Il romanzo si svolge nel corso di dieci anni e narra il rapporto tra Michela, quarantenne all'inizio, e il suo psicanalista. A parte questi due personaggi, ogni altra persona è introdotta solamente attraverso le parole e i pensieri di Michela. Complessivamente, la paziente trascorre tre anni in pre-analisi e sette anni in psicoanalisi.
Sposata, insegnante, madre di una ragazzina di dodici anni, Michela è affetta da una forma grave di paranoia. La colpiscono crisi di panico, nausea, vomito, attacchi di asocialità. Nella pre-analisi lei dichiara di temere e di desiderare la morte, di non riuscire ad avere rapporti soddisfacenti con il marito, di avere molti disturbi del sonno e di uscire la notte, quando si trova fuori città, per raggiungere l'ora che le porterà un po' di sollievo: le due. Tuttavia mantiene la capacità di guidare l'automobile, di prendere un treno, di recarsi al lavoro e dai vari medici (è assidua dal ginecologo, perché ha disturbi molto rilevanti). Nello studio dello psichiatra, lui le è sempre alle spalle e entrambi fumano molto.
Quando comincia l'analisi rigorosa, Michela scompone se stessa nel modo meno prevedibile, ma una costante nel suo discorrere è rappresentata dai fili: filo del telefono, cordone ombelicale, sciarpa, binari dei treni. Così, in una camera d'albergo, gira il letto per vedere la finestra e non sentirsi soffocare, e si mette il telefono sul ventre, per combattere la solitudine. E non può, misteriosamente, staccarsi dalla sveglia che sempre porta con sé e dispone a portata di sguardo.
La discesa agli Inferi di Michela è descritta in un intermezzo, nel quale la donna è colta in momenti di grave difficoltà di relazione. Entra in una classe non sua senza accorgersene, viene accusata di un furto inesistente ai grandi magazzini, sbaglia treno e deve rifare la prenotazione. Ossessionata dalle troppo abbondanti mestruazioni, scivola lentamente verso la necessaria rimozione dell'utero con un senso di ribellione incoercibile.
Nel frattempo, la figlia cresce e trova nuove relazioni che la staccano da Michela. Ancor prima, il marito lascia la casa, accampando la presenza di un'amante da qualche parte. Inoltre, essendo rimasta orfana prima della nascita, Michela si risolve ad andare al cimitero (si era sempre sottratta) e scopre che il padre si è fermato a 28 anni ed è come avere un figlio, per lei ultraquarantenne. E seguendo anche questo filo, la donna realizza quanto abbia cercato quel padre e quanto avrebbe voluto non avere una madre troppo avvolgente, come una sciarpa, con la scusa della vedovanza.
Eppure il puzzle che si chiama Michela si va a ricomporre. Marito e figlia potrebbero anche tornare, la madre non opprime più. Michela ha appreso ad amare se stessa e, nell'incontro ultimo con lo psichiatra, ricevuti i quaderni con le annotazioni delle sedute, non ha esitazioni: con ritrovata gioia di vivere, getta i quaderni nel caminetto acceso.

## Edizioni
- F. Camon, La donna dei fili, Garzanti, Milano 1986;
- F. Camon, La donna dei fili: con una lettera della protagonista e la risposta dell'autore, Garzanti, Milano 1990;
- F. Camon, La donna dei fili, Adria, Apogeo, 2024, ISBN 979-12-81386-18-1.